# بخش مرکزی شهرستان امیدیه
بخش مرکزی شهرستان امیدیه یکی از بخش‌های تابعه شهرستان امیدیه در استان خوزستان در جنوب غربی ایران است.
بخش مرکزی به لحاظ آب و هوایی گرم و خشک قلمداد می‌شود و در مقاطعی از تابستان گرمترین نقطه دنیا را با دمای بیش ۵۰ درجه سانتیگراد به خود اختصاص می‌دهد.
بخش مرکزی امیدیه در برادری با شهرستان آغاجاری با وجود ۳ شرکت بزرگ نفتی ازجمله شرکت بهره‌برداری نفت و گاز آغاجاری، شرکت خطوط منطقه یک انتقال گاز و پالایشگاه گاز بید بلند ۱ آغاجاری ازجمله نقاط زرخیر کشور ایران به لحاظ برخورداری از منابع نفت و گاز می‌باشند.
بخش مرکزی امیدیه از ۲ شهر (امیدیه و میانکوه) و ۳۷ روستا(۲۴ روستای دارای دهیاری و ۱۳ روستای فاقد دهیاری) تشکیل شده‌است.

## تقسیمات کشوری
- بخش مرکزی
  - دهستان آسیاب
  - دهستان چاه سالم

اسامی شهرهای بخش مرکزی امیدیه:(امیدیه و میانکوه)
اسامی روستاهای بخش مرکزی امیدیه: (دونه، چاه سالم، مجنون، خیط العماره، حبابه علیا، یریسیه، شاه نبی، عشاره سفلی، آسیاب گدارچیتی، گرگری سفلی، گرگری علیا، امیر الموئمنین، نمره یک بالا، ابودهالیس، تنگ جعفر، صالحک، قلندری، نمره یک پایین، سورمقداد، محسنیه، حبابه وسطی، بحریه، خیط زبید، تچیه، حمید آباد، صالح آباد، گطرانی، حبابه سفلی، عشاره علیا، حویله، غویل، خزینه علیا، عدعبیس، ابوسخیره، زوینه، ابوطرفایه)
بخش مرکزی امیدیه از جنوب با شهرستان‌های بهبهان و هندیجان، از شمال با شهرستان رامشیر، از غرب با شهرستان ماهشهر و از شرق با بخش جایزان شهرستان امیدیه هم‌مرز است.

## جمعیت
بنابر سرشماری مرکز آمار ایران، جمعیت بخش مرکزی شهرستان امیدیه در سال ۱۳۹۵ برابر با ۸۲۰۰۰ نفر بوده‌است.
پرجمعیت‌ترین روستای بخش مرکزی امیدیه روستای چاه سالم با جمعیتی بالغ بر ۳۲۰۰ نفر (بر اساس سرشماری نفوس و مسکن سال ۱۳۹۵) می‌باشد.